# Vestnilfeber
Vestnilfeber eller West Nile fever er en infektionssygdom som forårsages af virussen vestnilvirus som tilhører slægten flavivirus. Sygdommen findes hos fugle og kan overføres af myg fra syge fugle til mennesker. Sygdommen kan også overføres af myg til andre dyr, herunder heste, men den smitter ikke mellem mennesker eller heste indbyrdes eller fra heste til mennesker.

## Vestnilfeber hos mennesker
Hos mennesker er sygdommen oftest mild eller helt uden symptomer. Omkring en femtedel af de smittede personer får influenzalignende symptomer i nogle dage før de bliver raske igen. I sjældne tilfælde, omkring hos en ud omkring 150 smittede, angribes hjernen, og der udvikles hjernebetændelse (encephalitis) eller hjernehindebetændelse (meningitis). Det kan give kraftig hovedpine, kvalme, opkast, rystelser og kramper, nakkestivhed og bevidstløshed. Ældre personer og personer med nedsat immunforsvar har størst risiko for at vestnilfeber rammer centralnervesystemet. Når det sker er dødeligheden omkring 10 %.
Der er ingen behandling for sygdommen, ligesom der heller ikke findes en vaccine for vestnilfeber til mennesker. Det anbefales at undgå at blive stukket af myg, hvis man opholder på steder hvor der er vestnilfeber. Der findes en vaccine for heste.

## Udbredelse
Vestnilvirus blev første gang isoleret i 1937 hos en kvinde i Vestnildistriktet (en) i det nordvestlige Uganda. I 1953 blev virusset fundet i kragefugle og duer i Nildeltaområdet. En variant af virusset som var kendt fra Israel og Tunesien blev i 1999 importeret til New York, USA hvor det forårsagede at større udbrud i det kontinentale USA som varede frem til 2010. Udbrud af sygdommen sker ofte hvor der er mange trækfugle. Oprindeligt forekom sygdommen i Afrika, dele af Europa, Mellemøsten, Vestasien og Australien. Efter virusset kom til USA i 1999 har det også spredt sig på det amerikanske kontinent fra Venezuela i syd til Canada i nord.
Der er flere tusinde tilfælde årligt i USA,. Der var omkring 450 tilfælde i Europa i 2019 og omkring 2000 tilfælde i 2018. Det var især Central- og Sydeuropa som var ramt i 2018. I de seneste år har sygdommen spredt sig mod vest og nord i Europa, og der været også udbrud hos fugle og heste i den østlige del af Tyskland i 2022. Sygdommen findes ikke fra Danmark, men nogle danskere har fået sygdommen på rejser i udlandet.